# Рейне (Ізраїль)
Рейне (івр. רֵינָה; араб. الرينة) — арабське місто на півночі Ізраїлю. Розташоване у Галілеї між Назаретом і Каною Галілейською, місто отримало статус місцевої ради в 1968 році. У 2021 році його населення становило 19 265 осіб, більшість з яких складають мусульмани (85%), зі значною християнською меншістю (15%).
У місті базується ізраїльський футбольний клуб «Маккабі Бней Рейне».